# Szczerbakowka (obwód wołgogradzki)
Szczerbakowka (ros. Щербаковка) – wieś w Rosji, w obwodzie wołgogradzkim, w rejonie kamyszyńskim. W 2010 liczyła 182 mieszkańców.